# Alur Nangka
Alur Nangka is een bestuurslaag in het regentschap Aceh Tenggara van de provincie Atjeh, Indonesië. Alur Nangka telt 179 inwoners (volkstelling 2010).